# 7 Batalion Saperów (1939)

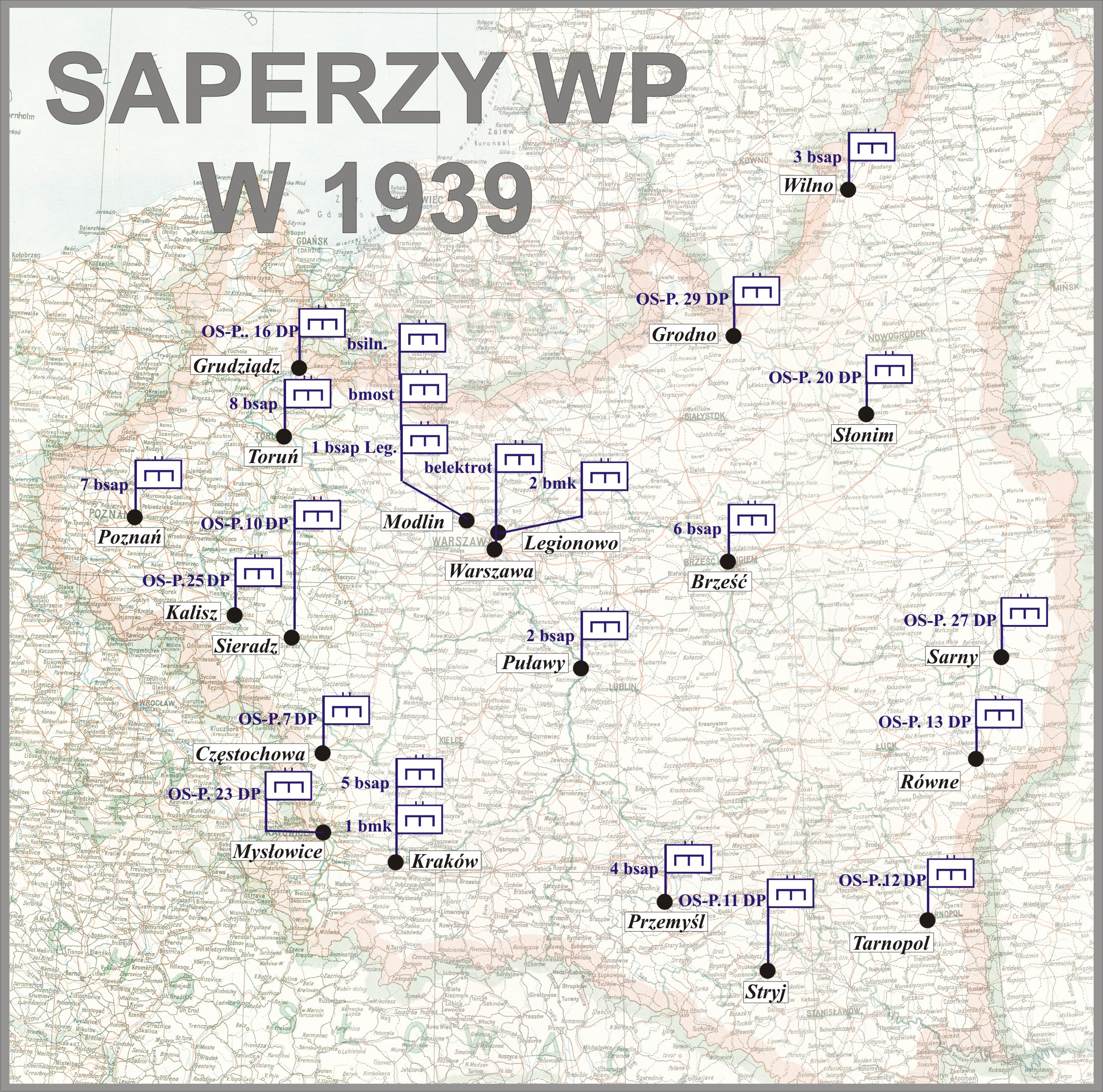
Jednostki saperskie WP w 1939

7 batalion saperów (7 bsap) – oddział saperów  Wojska Polskiego II RP.
Batalion nie występował w pokojowej organizacji wojska. Został sformowany  31 maja 1939 w alarmie dla 7 Dywizji Piechoty przez Ośrodek Sapersko-Pionierski 7 DP.

## Ośrodek Sapersko-Pionierski 7 Dywizji Piechoty
Na podstawie rozkazu Ministra Spraw Wojskowych L. dz. 2127/tjn. z 22 maja 1937 roku o wydzieleniu kompanii saperów dla 7, 10, 11, 12, 13, 18, 25 i 27 DP oraz utworzeniu 12 ośrodków sapersko-pionierskich został sformowany Ośrodek Sapersko-Pionierski 7 Dywizji Piechoty. Ośrodek stacjonował w Częstochowie.
Organizacja i obsada personalna ośrodka
Organizacja i obsada personalna ośrodka w marcu 1939 roku:
- dowódca ośrodka – mjr Jan VI Szymański
- zastępca dowódcy – kpt. Stych  Franciszek (*)[c]
- adiutant – por. Boros Ryszard
- oficer materiałowy – kpt. Stych  Franciszek (*)[c]
- oficer mobilizacyjny –  por. Boros Ryszard
- dowódca kompanii saperów – kpt. Jeżowski Bolesław Antoni
- dowódca plutonu – ppor. Rzeszowski Roman Marian
- dowódca plutonu – ppor. Tomaszewski Konstanty
- dowódca plutonu specjalnego – por. Józef Pszenny

Ośrodek Sapersko-Pionierski 7 DP sformował w alarmie 7 batalion saperów dla 7 Dywizji Piechoty.

## Struktura i obsada personalna 7 batalionu saperów
Obsada personalna we wrześniu 1939:
- dowódca baonu – mjr Jan VI Szymański
- zastępca dowódcy baonu – kpt. Franciszek Stych
- dowódca 1 kompanii saperów – por. rez. Czesław Fijałkowski
- dowódca 2 kompanii saperów – por. Józef Pszenny
- dowódca 3 zmotoryzowanej kompanii saperów – kpt. Wilhelm Woźniak
- dowódca kolumny saperskiej – ppor. rez. Zdzisław Skorupski